# Ahlsell (företag)

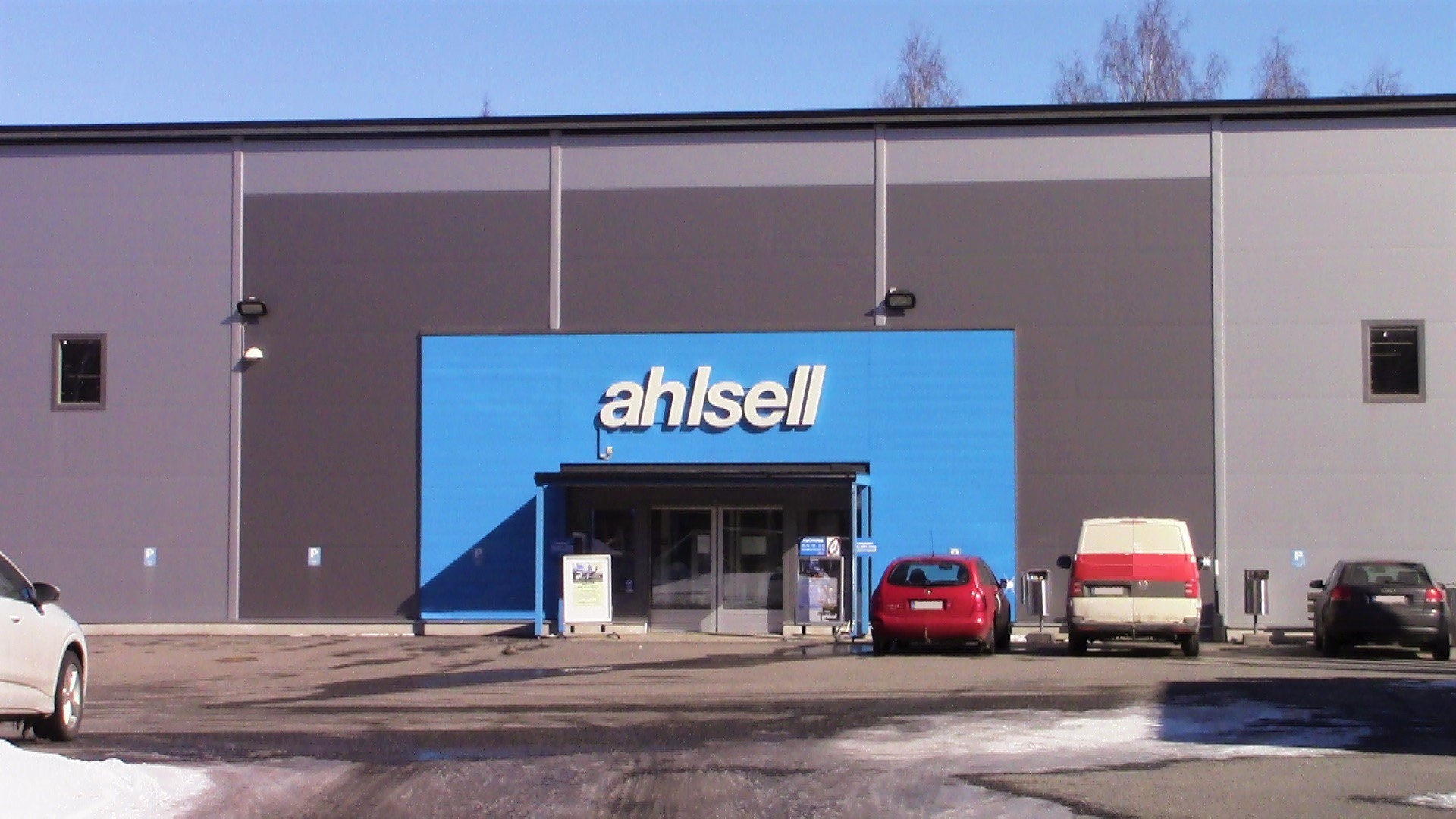
En butik i Björneborg, Finland.

Ahlsell Sverige AB är ett tekniskt handelsföretag inom VVS, el, verktyg & förnödenheter, kyl och GDS (gör det själv).

## Historik

### R Ahlsell & Co

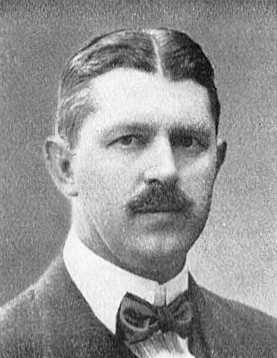
Rudolf Ahlsell grundade 1903 R Ahlsell & Co.

År 1903 grundade bröderna Rudolf Ahlsell och Herman Ahlsell bolaget R Ahlsell & Co. Detta företag sålde gasverksapparater, kol- och transportanläggningar, värmepannor, rör och chamottetegel. Produkterna importerades främst från Tyskland.

### Ahlsell & Ahrens
1909 sammanslogs R Ahlsell & Co med Heinrich Ahrens, ett bolag grundat 1885 av den tyske invandraren Heinrich Ahrens och som sysslade med agentur- och kommissionsaffärer av sanitetsvaror från tyska och brittiska företag. Det sammanslagna bolaget fick namnet AB Ahlsell & Ahrens. Verksamheten breddades till att även sälja gjutna rör och gjuten emaljerad sanitetsutrustning. Företaget hade sina lokaler på Mäster Samuelsgatan 32 i centrala Stockholm.

### Ahlsell & Bernström
1922 gick Ahlsell & Ahrens samman med Bernström & Co. Detta försäljningsbolag (maskinagentur) hade startats 1877 som John Bernström & Co av ingenjörerna John Bernström och Jakob Tornblad och sålde bland annat pumpar och tröskverk till främst mekaniska verkstäder, sågverk och andra industrier och hade snabbt blivit en av landets största och mest ansedda maskinfirmor. 1913 hade namnet förkortats till Bernström & Co och 1922 blev det nya namnet blev Ahlsell & Bernström. Efter sammanslagningen erbjöds kunderna ett bredare sortiment med produkter inom rör, armatur, pumpar, värme och sanitet och bolaget blev Sveriges största vvs-grossist. Den utvidgade verksamheten medförde att bolaget hyrde lagerlokaler i Albano utanför Roslagstull i Stockholm.

### Ahlsell-Rylander
Ahlsell & Bernström förvärvade 1950 AB Rylander & Asplund. Detta bolag bestod av Rylander & Co, bildat 1881, och Hugo Asplund & Co, bildat 1903, vilka 1911 sammanslagits till AB Rylander & Asplund. 1951 bytte Ahlsell & Bernström namn till AB Ahlsell-Rylander.

### Ahlsell & Ågren
Ågren & Wemyss hade bildats 1887 i Göteborg men 1895 bytt namn till Axel H. Ågren AB. 1962 fusionerades bolaget med Ahlsell-Rylander, som då bytte namn till Ahlsell & Ågren AB.
Ahlsell & Ågren börsnoterades 1964.
1966 förvärvades Sjöberg & Bengtsson, bildat 1911. 1973 förvärvades Vermit-Produkter AB. 1974 förvärvades AB Gunnar Jirving, bildat 1945.
I början av 1970-talet öppnades det första ”snabblagret” på Norra Stationsgatan i Stockholm. Detta var ett hämtlager med självbetjäning som fick många efterföljare. Man startade också den s.k. Comfort-kedjan, som skulle stödja vvs-installatörerna i konkurrensen med varuhusen.

### Ahlsell

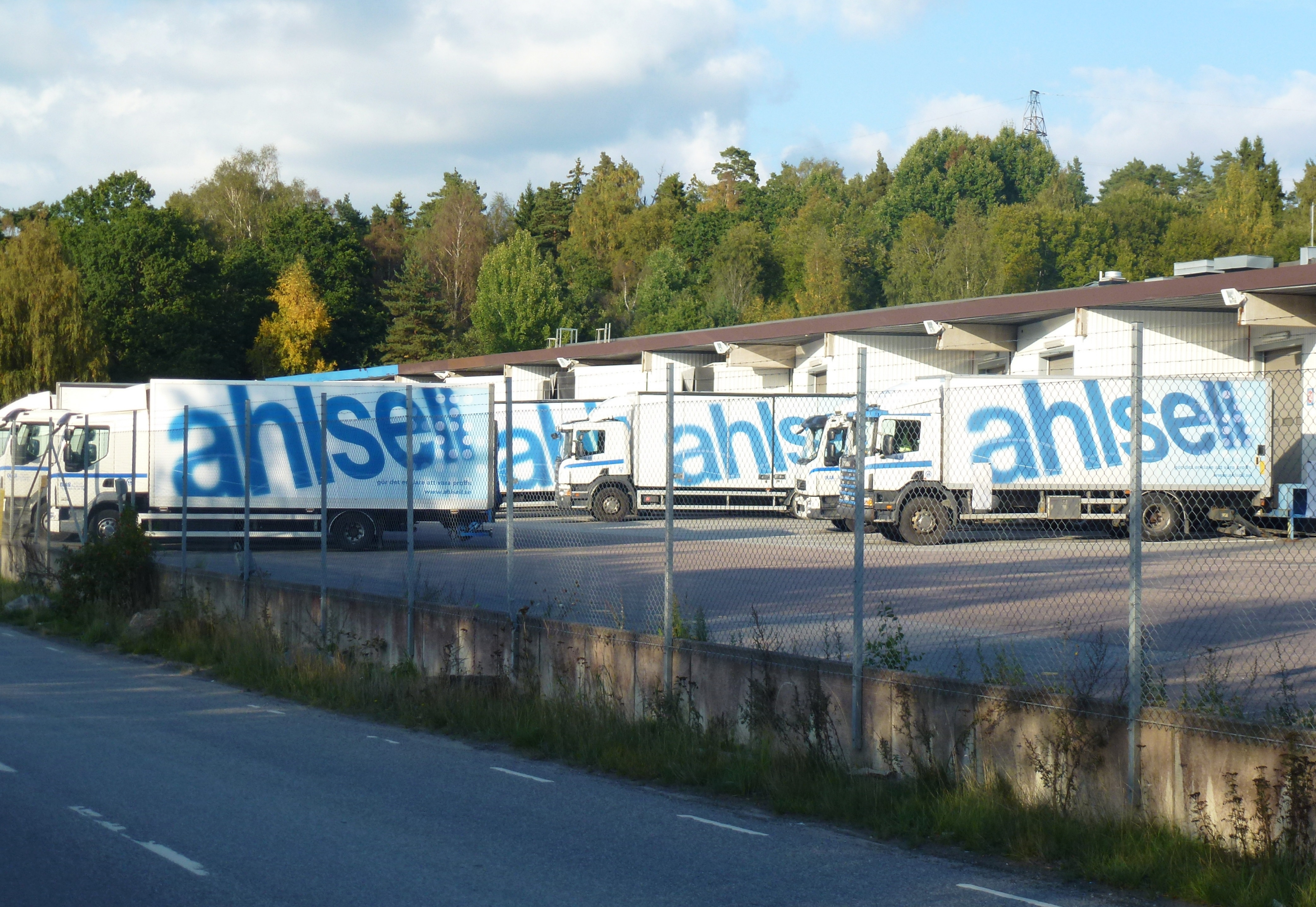
Ahlsell på Eriksbergs industriområde.

Sedan 1977 förkortades namnet till Ahlsell AB.

#### Ägandet av Ahlsell
År 1986 köptes Ahlsell AB av Boliden AB varvid företagets tidigare verksamhet som byggvarukedja och entreprenadverksamhet avvecklades, och samma år avnoterades Ahlsell AB från börsen. Samma år förvärvade Trelleborg AB åtskilliga aktier i Boliden AB, vilket innebar att såväl Boliden som Ahlsell 1987 blev dotterbolag inom Trelleborg-koncernen.
Tillsammans med Nordic Capital skapade Trelleborg samägda bolaget Trenor, som 1999 köpte 51% av Trelleborgs handelssektor, bestående av Ahlsell, Bröderna Edstrand, Reynolds och Starckjohann. 2004 avyttrade Trelleborg resterande 49% av handelssektorn - som då bestod av Ahlsell, Bröderna Edstrand och Reynolds - till Trenor. 2006 blev Goldman Sachs and Cinven nya huvudägare av Ahlsell AB.
2012 förvärvades Ahlsell av CVC Capital Partners, men blev 2016 åter ett noterat bolag på Stockholmsbörsen. 2018 lade Quimper AB, kontrollerat av CVC Capital Partners, ett bud på Ahlsell. 2019 ägde de mer än 90% av aktierna, vilket medförde att tvångsinlösen påkallades och att Ahlsells aktie under 2019 kommer att avnoteras från börsen.

#### Ahlsells utveckling
- 1983 förvärvades aktiemajoriteten i Dataindustrier AB.
- 1985 förvärvades AB Park & Co, Göteborg, bildat 1890.
- 1986 kom Ahlsell in på elområdet genom förvärv av El-Partner. När sedan Skoogs Elektriska förvärvades 1997 blev Ahlsell Sveriges ledande grossist inom elektronikområdet. Förvärvet av Storm Elektro 1998 medförde att segmentet även expanderade i Norge och med förvärvet av Nexans Distribusjon AS 2005 skulle Ahlsell bli Norges marknadsledande leverantör av elinstallationer. Förvärvet 2011 av NEA ledde till att Ahlsell även blev marknadsledande inom elinstallationsprodukter i Sverige.
- 1987 förvärvade Boliden AB Stohne Kyl AB från Sandblom & Stohne. Efter Trelleborgs uppköp hamnade bolaget i Trelleborgs affärsområde Ventilationsunion. 1990 såldes Ventilationsunion till BPA och Ahlsell köpte Sandblom & Stohne. Stohne Kyl AB döptes om till Ahlsell Kyl. Genom detta förvärv kom Ahlsell in på kylprodukter. Efter förvärv av Tempcold 1996 blev Ahlsell Nordens ledande kylgrossist.[6]
- 1990 byggdes även ett stort centrallager i Hallsberg, vilket automatiserades kraftigt på 2010-talet. Dataindustrier AB såldes till Bull.
- 1996 förvärvades Gelia vilket medförde att Ahlsell etablerades inom gör-det-själv (GDS).[7][8]
- 1999 köptes LVI Tukku Oy, och därmed fick Ahlsell även en finsk plattform. 2003 byggdes sedan ett centrallager i Finland.
- 2001 köptes Tibnor Industrivaruhus, vilket bildade grund för verktygs- och maskinsegmentet.[9] Detta utökades 2004 med uppköp av TotalPartner, som bildats 2001 genom en fusion av Julius Sjögren och Sigvard Carlsson i Stockholm, Fraenkel i Göteborg samt Hallmers i Malmö. Positionen inom byggindustrin stärktes ytterligare genom förvärvet av Idestrands 2007. Förvärven av SKB Väst AB och Haucon 2014 stärkte Ahlsells inriktning på att vara leverantör i tidiga skeden av byggprojekt.[10]